# Kieliszkówka szwedzka
Kieliszkówka szwedzka (Guepiniopsis suecica (McNabb) Jülich) – gatunek grzybów z rodziny łzawnikowatych (Dacrymycetaceae).

## Systematyka i nazewnictwo
Pozycja w klasyfikacji według Index Fungorum: Guepiniopsis, Dacrymycetaceae, Dacrymycetales, Incertae sedis, Dacrymycetes, Agaricomycotina, Basidiomycota, Fungi.
Po raz pierwszy opisał go w 1973 r. Ross McNabb, nadając mu nazwę Dacrymyces suecisus. Obecną nazwę nadał mu Walter Jülich w 1981 r. Synonimy:
- Dacrymyces suecicus McNabb 1973
- Dacrymyces tulasnei Neuhoff 1936

Polską nazwę nadał Władysław Wojewoda w 2003 r. Opisywany jest również jako łzawnik szwedzki.

## Morfologia
Owocnik
Krępy, początkowo lekko wypukły, potem bardziej płaski, na końcu w postaci lekko wklęsłego dysku z wyraźnie zarysowanym brzegiem, o średnicy, 5–10 mm i wysokości 5–7 mm. Grzyb tremelloidalny, galaretowato-szklisty. Bez trzonu, siedzący. Świeże owocniki cytrynowożółte. Hymenium tylko na tarczce, lekko szorstkie, po wyschnięciu bardziej pomarańczowożółte i kurczący się do cienkiej, ledwo widocznej warstwy, po nawodnieniu ponownie rozszerzające się.
Cechy mikroskopowe
Zarodniki 15–22 × 5,5–7(7,5) μm, prawie cylindryczne do alantoidalnych, cienkościenne, dojrzałe przedzielone do 7 poprzecznymi przegrodami i przeważnie z porami rostkowymi. Sporadycznie w zarodnikach siedmioprzegrodowych można znaleźć także 1-2 przegrody podłużne. Podstawki rozwidlone z dwoma sterygmami o długości 20–40 μm. Probazydia lub hypobazydia o długości 35–55 μm, często lekko maczugowate u nasady o szerokości do 8 μm, ze zwężonym końcem spoczywającym na znacznie cieńszej podtrzymującej strzępce. Hyfidy niezbyt liczne, 30-35 × 3–4 μm, u nasady z wypustkami. Kontekst złożony z luźno splecionych i przeplatających się strzępek osadzonych w szklistej, galaretowatej matrycy. Są to strzępki o szerokości 2–4 μm, grubościenne lub cienkościenne, z wypustkami i pogrubionymi przegrodami ze sprzążkami o szerokości światła 1,5–6 μm. Kora wyraźnie oddzielona od wewnętrznej struktury strzępkowej, ułożona w sposób palisadenowy, komórki o bardzo grubych ścianach z nabrzmiałymi galaretowato warstwami ścian zewnętrznych, tylko krótko cylindryczne, gładkie, później zwarte, maczugowate, jajowate lub gruszkowate, na wierzchołku gładkie, zaokrąglone, ze szczególnie grubą ścianą komórkową.

## Występowanie
Podano stanowiska w wielu krajach Europy. W Polsce W. Wojewoda w 2003 r. przytoczył 3 stanowiska. w późniejszych latach podano następne.
Grzyb nadrzewny, saprotrof występujący w lasach i zaroślach iglastych na opadłych i próchniejących gałęziach sosny zwyczajnej i kosodrzewiny.